# Bílá věž (Soběslavova)
Bílá věž střežila ve středověku západní vstup do Pražského hradu. Byla součástí kamenného opevnění hradu budovaného Soběslavem I. od r. 1135. Dnes je zastavěna ve středním hradním křídle v jihozápadním koutě III. nádvoří a zcela překryta barokní fasádou, na které se projevuje jen několika slepými okny.
V době Karla IV. byla střecha kryta pozlacenými olověnými pláty, stejně jako další Soběslavova Černá věž. Ve středověku sloužila Bílá věž jako vězení, které bylo za Rudolfa II. spolu se jménem „Bílá“ přeneseno do pozdně gotické věže v severním opevnění hradu (nad Jelením příkopem). Rudolf II. nechal věž upravit pro reprezentativní a výstavní účely, z té doby je v 2. patře zachovalý dvoupatrový sál (zbrojnice), jehož klenbu zdobí (jediná zachovalá) freska Bartoleměje Sprangera. Na počátku 17. století byla na střeše zřízena terasa. Za přestavby hradu Nicolou Pacassim po polovině 18. století byla věž snížena na dnešní úroveň (4 podlaží, 17 m nad nádvořím) a překryta jednotnou fasádou.

## Odkazy

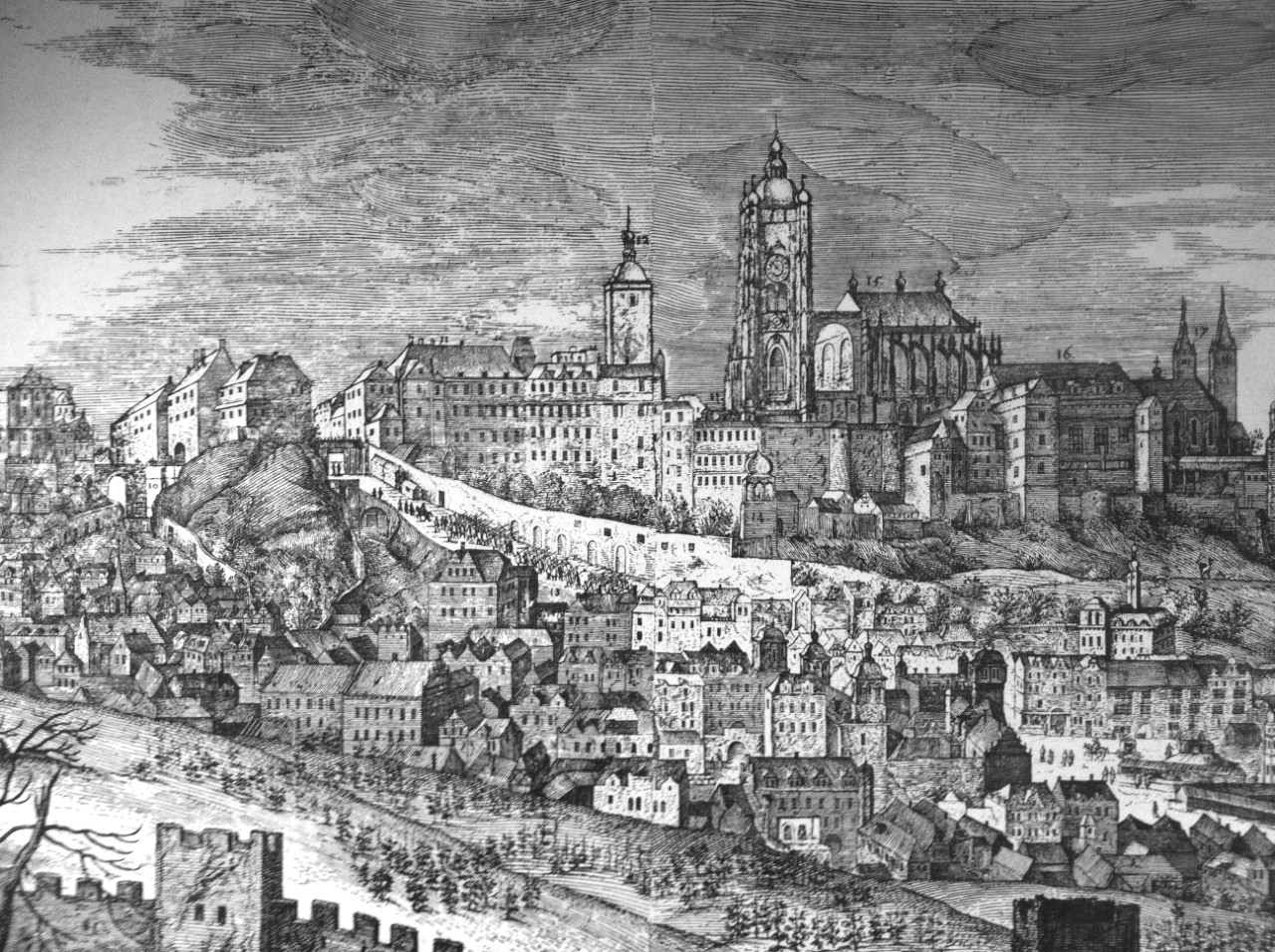
Sadelerův plán (1607, detail): Bílá věž ční nad horizont uprostřed obrázku, vlevo od dominantní věže sv. Víta

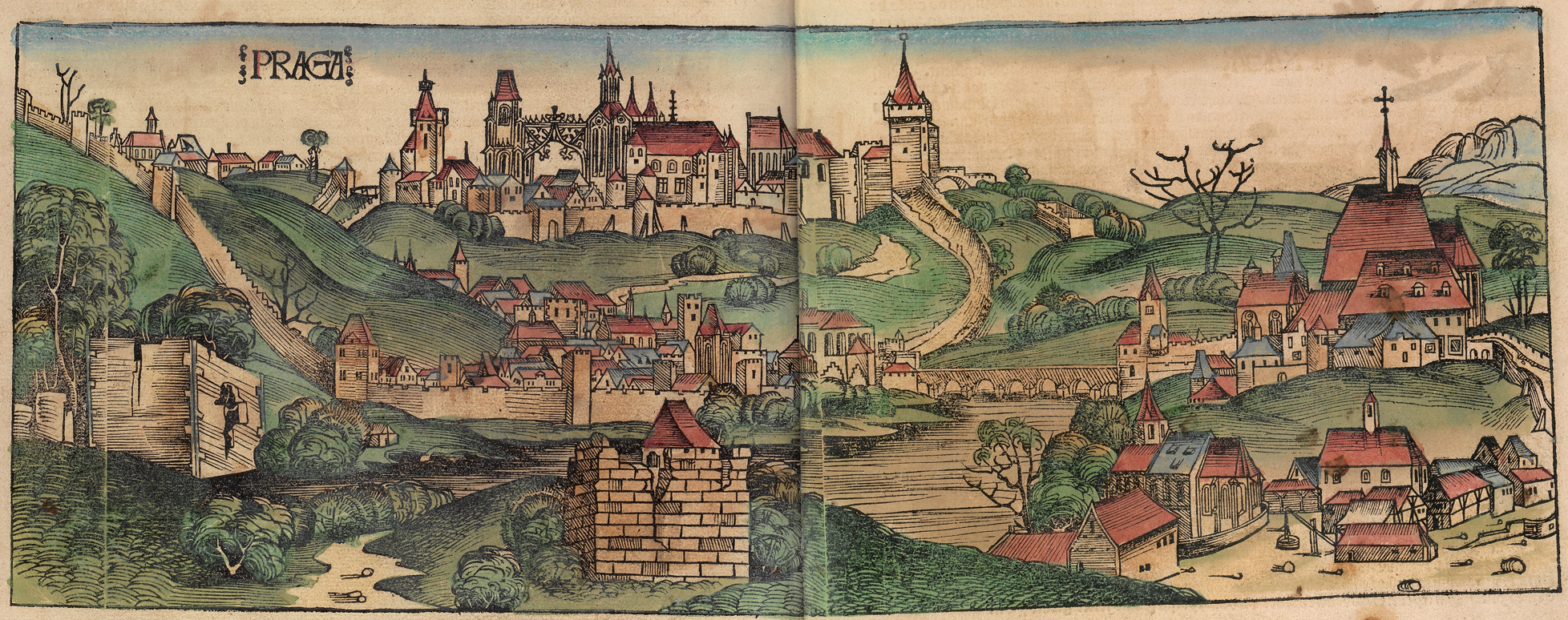
Pražský hrad r. 1493, Bílá věž vpravo vedle nápisu „Praga“